# Салаи, Эржебет
Эржебет Салаи (венг. Szalai Erzsébet; род. 17 апреля 1948, Будапешт, Венгрия) — венгерский социолог левых взглядов, профессор, доктор наук. Её основные исследовательские интересы включают изучение венгерских социальных групп, в первую очередь элит, а также природы и кризиса международного и венгерского неокапитализма. Обладательница нескольких престижных наград, в том числе Академической (1998), имени Иштвана Бибо (2000), имени Карла Поланьи (2002) и имени Дьёрдя Лукача (2008).